# Бем, Магнус Карл фон
Магнус Карл (Матвей Карпович) фон Бем (нем. Magnus Carl von Behm (Bohm); 1727—1806) — российский государственный деятель; начальник Камчатки, председатель рижского губернского магистрата, коллежский советник (по другим данным статский советник).

## Биография
Магнус фон Бем родился 27 марта 1727 года в Лифляндской губернии; из местных дворян.  Поступил на военную службу и, в ходе Семилетней войны, попал в плен к пруссакам. По возвращении в Российскую империю, он продолжал служить в Русской императорской армии.
30 апреля 1772 года фон Бем был произведён в премьер-майоры и, как честный и энергичный офицер, назначен начальником Камчатки, где, после бунта и побега М. А. Бенёвского, вскрылись серьёзные проблемы. Прибыв на место служения, Бем усердно принялся за дело, хотя ему приходилось самому приглядывать за каждою мелочью, так как на всем полуострове, кроме него, был только один офицер, живший в Нижнекамчатске. Несмотря на это, Бем за шесть лет управления полуостровом успел исправить и укрепить батареями Петропавловскую гавань, возобновить на всей Камчатке пришедшие в полный упадок казённые здания и вновь выстроить Тагильскую крепостцу.
Вместе с тем он улучшил материальное положение и усилил дисциплину среди местных военных отрядов. Чтобы понизить стоимость соли на полуострове, Бем отыскал соляные копи, устроил солеварение и добывал ежегодно до 700 пудов соли; затем, он попробовал эксплуатировать найденную ещё до него железную руду и устроил близ Маклова небольшой железный завод; по неумелости рабочих, железо получалось довольно плохого качества, однако, с добавкой имеющегося, годилось для мелких поделок.
Бем обратил внимание и на хлебопашество в регионе; благодаря его инициативе, удалось обработать довольно значительную площадь, но суровый климат вынудил преемников позднее Бема отказаться от земледелия. Сельское хозяйство затруднялось ещё и отсутствием рабочего скота на Камчатке. Бем, с большим трудом, выписал лошадей и коров из Якутска, а затем завёл скотный двор близ Верхнекамчатска.
Кроме того, Магнус Карл фон Бем привёл в порядок все запущенные дела по администрации региона, добился правильности в поступлении ясака с инородцев и ввёл строгую отчётность в производство ссуд местным купцам из казны. Необходимость лично надзирать за всем вынуждала Бема постоянно посещать различные пункты полуострова, причём, вследствие жёсткого климата и отсутствия хороших дорог, ему часто приходилось сотни вёрст проходить пешком в метель и стужу. Его здоровье не выдержало такой жизни, и в 1776 году он стал просить увольнения от должности начальника Камчатки. Просьба Бема была удовлетворена лишь в 1779 году. Своему преемнику В. Шмалеву он сдал наличный капитал до 40 тысяч рублей и всё управление почти в полном порядке.
Во время пребывания Магнуса Карал фон Бема в Камчатке, в 1776 году, в Петропавловскую гавань заходила экспедиция Джеймса Кука, и за гостеприимство, оказанное английским морякам, Бем получил впоследствии от британского правительства драгоценную вазу (от денег, предложенных английским послом Д. Гаррисом, фон Бем отказался и, как показало время, очень зря).
Приехав в Санкт-Петербург, фон Бем представил в Кунсткамеру Императорской Академии наук несколько интересных экспонатов, вывезенных им с Камчатки, и за это получил золотую табакерку и 300 червонцев; кроме того он был награждён поместьем в Лифляндии и назначен казначеем Коллегии иностранных дел. Несколько позже, он, по собственному желанию, был определён председателем 2-го департамента рижского губернского магистрата и получил чин надворного советника.
В 1792 году Магнус фон Бем был награждён орденом Святого Владимира 4-й степени, а в 1795 году — чином коллежского советника. В 1782 году он стал членом Императорского Вольного экономического общества.
Магнус Карл фон Бем скончался 9 июля 1806 года.
Его женой была Ева (урождённая фон Борнинг; в этом браке родилось четверо детей; Мария, Ева, Питер и Шарлотта Кристина.

## Память
В его честь были названы: 
- Пролив Бема (Тихий океан, побережье Северной Америки, архипелаг Александра, 55°30′ с.ш., 131°58′ з.д., назван в 1793 году Д. Ванкувером, чтобы «выразить свою глубокую признательность майору Бему за его гостеприимство, оказанное офицерам и командирам "Дискавери" и "Резолюшн"»)[7].
- Гора Бема (Тихий океан, побережье Северной Америки, архипелаг Александра, 55°12′ с.ш., 131° з.д., названа в 1883 году лейтенантом-командором флота США Никольсом)[4][7].